# Карлтон (Орегон)
Карлтон (енгл. Carlton) град је у америчкој савезној држави Орегон.

## Демографија
По попису из 2010. године број становника је 2.007, што је 493 (32,6%) становника више него 2000. године.
| Група             | 2000.         | 2010.         |
| Белци             | 1.377 (91,0%) | 1.757 (87,5%) |
| Афроамериканци    | 2 (0,1%)      | 4 (0,2%)      |
| Азијати           | 4 (0,3%)      | 16 (0,8%)     |
| Хиспаноамериканци | 70 (4,6%)     | 117 (5,8%)    |
| Укупно            | 1.514         | 2.007         |